# Snældansfjall
Snældansfjall è una montagna alta 617 metri sul mare situata sull'isola di Vágar, nell'arcipelago delle Isole Fær Øer, in Danimarca.